# Mustafa IV.
Mustafa Said, známý jako sultán Mustafa IV. (8. září 1779 – 16. listopadu 1808), byl v letech 1807–1808 osmanským sultánem.

## Mládí
Mustafa IV. se narodil 8. září 1789 v Istanbulu. Byl synem sultána Abdulhamida I. a jedné z jeho žen, Sineperver Sultan.
On a jeho bratr Mahmud II. byli po svém bratranci Selimovi III. jedinými mužskými potomky v dynastii. Byli tak jedinými možnými nástupci na trůn po Selimovi a užívali si tak značné oblíbenosti. Mustafa byl nejstarší a tím pádem byl v pořadí před svým bratrem. Během své krátké vlády tak mohl ušetřit život svého bratrance nebo nařídit jeho popravu. Mustafa byl oblíbeným korunním princem Selima, avšak ten se spojil se svým bratrem a spolupracoval s rebely, kteří jej chtěli sesadit z trůnu.

## Vláda
Mustafa nastoupil na trůn po sesazení svého bratrance Selima III. dne 29. května 1807. Jeho nástup proběhl v době, kdy probíhalo několik vzbouření janičárů proti vládě sultána Selima a pokračovali i po nástupu Mustafy. Po sesazení zůstal Selim nadále v paláci a několikrát se pokusil o sebevraždu. Mustafa svůj život strávil v neustálém strachu, kdy se ho jeho bratranec snažil několikrát otrávit jedem v pití.
Mustafova vláda zažila několik výkyvů. Ihned po nástupu na trůn obklíčili hlavní město janičáři, kteří zabili každého, kdo jakýmkoliv způsobem podporoval předchozího sultána Selima. Hrozivější však byl podpis dohody s Ruskem, díky které byl osvobozen Mustafa Bayrakdar. Tento pro-reformní velitel poté shromáždil své jednotky u Dunaje a vyrazil do Istanbulu, kde chtěl obnovit vládu Selima. S podporou velkovezíra z Edirne obklíčil palác.
Dne 11. září 1807 byl popraven Sarıbeyzade Aleko, jeden z členů rady, jelikož byl obviněn ze získávání informací z vlády, které se netýkaly jeho práce. Bylo zapsáno, že předával informace a státní tajemství do rukou nepřátel, kteří se kolem něj často vyskytovali. Tato poprava narušila vztahy mezi Osmanskou říší a Francií. Francouzský vyslanec Sebastiani protestoval proti popravě Aleka. Po podepsání dohody s Ruskem město obklíčila armáda a snažili se Mustafu sesadit.
Mezitím v Istanbulu a Edirne, po dlouho trvající zimě, jednotky vojáků experimentovaly v lesích. Situace ve vojsku v Edirne byla devastující. Vojsko nespolupracovalo s guvernéry v provinciích a nesouhlasilo s vládou Mustafy.
Aby Mustafa upevnil svou pozici jediného dědice v Osmanské dynastii, nařídil zabít jak Selima, tak i svého bratra Mahmuda přímo v paláci Topkapi. Poté nařídil, aby bylo Selimovo tělo vystaveno před všechny vzbouřence pro výstrahu. Mustafa na trůn nastoupil s tvrzením, že i jeho bratr Mahmud je mrtev, avšak ten se ukrýval v lázních. Krátce poté, co vzbouřenci zjistil, že nový sultán lhal, prohlásil se za nového sultána Mahmud II. a Mustafa byl sesazen. Toto selhání během jeho krátké vlády zajistilo, aby byly všechny reformy dokončeny během Mahmudovy vlády.

## Rodina

### Konkubíny
- Şevkinur Kadın (zemřela v roce 1812)
- Seyyare Kadın (zemřela v roce 1818)

### Děti
- Emine Sultan (6. května 1808 – 9. listopadu 1808), byla pohřbena v mauzoleu sultána Abdulhamida I.

## Smrt
Mustafa byl zabit na rozkaz nového sultána Mahmuta II. dne 16. listopadu 1808 a byl pohřben v mauzoleu svého otce, sultána Abdulhamida I.